# Félix Salgado Macedonio
José Félix Salgado Macedonio (Pungarabato, Guerrero; 14 de enero de 1957) es un político mexicano, miembro del partido político Movimiento Regeneración Nacional. Ha sido candidato a la gubernatura de Guerrero en las elecciones estatales de 1993 y 1999, además de haber sido presidente municipal de Acapulco entre 2005 y 2008. En enero de 2021 renovó su candidatura como aspirante de Morena a la gubernatura de Guerrero, pero el 26 de marzo el Instituto Nacional Electoral anunció la anulación de su candidatura, no por las denuncias en su contra, sino por no presentar un informe de ingresos y gastos durante la precampaña.

## Estudios
Nació en la localidad de las Querendas, municipio de Pungarabato, en Guerrero. Estudió el bachillerato en Ciudad Altamirano y para 1976, se traslada a la ciudad de Iguala e ingresa a la Escuela Superior de Agricultura de la Universidad Autónoma de Guerrero y en 1981 se graduó como Ingeniero agrónomo.

## Participación política

### Primeros años
En 1987, formó parte de la Corriente Democrática del PRI, PARM, PSD y PMS y posteriormente se afilia al Frente Democrático Nacional donde fue postulado a diputado federal por el II Distrito Electoral Federal de Guerrero en la LIV Legislatura del Congreso de la Unión de México. Hizo públicas pruebas de actos fraudulentos cometidos durante dicho proceso electoral.

### Candidato a Gubernatura 1992
En 1989, se incorpora al Consejo Político Nacional del PRD como miembro fundador de dicho partido. Posteriormente se desempeña como presidente del Comité Directivo Estatal del PRD en Guerrero y para 1992 es postulado candidato a gobernador de Guerrero donde pierde la elección de 1993 ante al candidato del PRI, Rubén Figueroa Alcocer. Un año después, es electo senador por Guerrero en la LVI Legislatura hasta 1997.

### Candidato a Gubernatura 1998
En 1998, nuevamente es postulado como candidato a la gubernatura de Guerrero para la elección de 1999, nuevamente pierde la elección ante el candidato del PRI, René Juárez Cisneros. Posterior a la elección, Salgado Macedonio mantuvo protestas aludiendo un fraude electoral en los comicios realizando marchas y plantones en distintos puntos del estado.

### Diputado al Congreso
En el año 2000 se convierte en diputado federal con el Partido de la Revolución Democrática por la LVIII Legislatura, iniciando sus funciones el 1 de septiembre de 2000 y concluyó el 31 de agosto de 2003.

### Presidencia municipal de Acapulco
Para 2005, fue postulado candidato a la alcaldía de Acapulco por el Partido de la Revolución Democrática siendo electo en las elecciones de octubre de ese mismo año. El 1 de diciembre, tomó posesión como presidente municipal de Acapulco, Guerrero y finalizó su mandato el 31 de diciembre de 2008.

### Senador al Congreso
En 2014 renunció al Partido de la Revolución Democrática y pasó varios años fuera de la escena política, siendo director del periódico La Jornada en su edición del estado de Guerrero hasta diciembre de 2017.
En 2017 ganó la encuesta de Morena en Guerrero para la candidatura a la senaduría en fórmula con Nestora Salgado para las elecciones federales de 2018, cuyo resultado les favoreció por más de 700 mil votos. Sus adversarios fueron Manuel Añorve Baños y Gabriela Bernal Resendiz por el PRI y Beatriz Mojica Morga y Mario Ramos Del Carmen por la coalición conformada por el PRD, PAN y MC.
En 2018 se unió formalmente al Movimiento Regeneración Nacional, siendo hoy parte de la fuerza mayoritaria de Morena en el Senado.

### Candidato a Gubernatura 2021
El 30 de diciembre de 2020, durante una conferencia en la sede nacional de MORENA, Mario Delgado Carrillo, presidente del partido anunció que Félix Salgado sería el precandidato de Morena a gobernador de Guerrero, siendo esta la tercera ocasión que compite por la gubernatura.
El 31 de enero de 2021 fue ratificado de manera oficial por el partido como candidato oficial de Morena para competir en las elecciones estatales de 2021 para Gobernador de Guerrero.
El 15 de febrero de 2021 se registró como candidato a Gobernador de Guerrero para las elecciones estatales de 2021. El 26 de febrero de 2021 la Comisión de Honor y Justicia de Morena decidió retirar su candidatura para la gubernatura de Guerrero por las múltiples denuncias y acusaciones en su contra referidas a abuso y violación. El partido realizó una nueva encuesta y el 13 de marzo confirmó a Salgado como candidato.
El 26 de marzo el Instituto Nacional Electoral anunció la cancelación de la candidatura de Félix Salgado por una mayoría de siete votos a favor y cuatro en contra por no haber presentado el informe de ingresos y gastos durante la precampaña, suponiendo perder la candidatura de acuerdo a la ley. La decisión puede ser apelada, pero la decisión de la autoridad electoral impide hacer actos de campaña. El candidato ha respondido que seguirá luchando por su candidatura.
El 27 de abril de 2021, el Tribunal Electoral del Poder Judicial de la Federación confirmó la anulación de la candidatura de Félix Salgado Macedonio.

## Controversia

### Denuncias por abuso y violación
En noviembre de 2020 la revista Milenio publicó que Félix Salgado Macedonio fue acusado de presunto abuso sexual en al menos tres ocasiones durante 2016, por una mujer identificada como JDC, quien trabajó para él cuando este dirigió un periódico en Acapulco. También informó que el expediente fue enterrado a pesar de que la denunciante ratificó su denuncia el 2 de enero de 2017 y presentó diversas fotografías de los golpes que recibió en dos ocasiones, así como estudios médicos que confirmaron que había contraído una enfermedad por contacto sexual.
El 31 de enero de 2021, Félix Salgado fue ratificado como precandidato de Morena para Gobernador del Estado de Guerrero en las estatales de 2021.
Posteriormente, Félix Salgado Macedonio fue señalado por cinco mujeres, dos de ellas le acusan de violación y al menos otras tres de abuso y acoso sexual. Una de las denuncias se refiere a una supuesta violación cometida en 1998 y según la Fiscalía General del Estado estaría prescrita, debido a que la querella se presentó 22 años después de haber sido cometido el supuesto ilícito.
El segundo caso de supuesta violación se habría producido en 2016 contra una trabajadora del periódico La Jornada de Guerrero cuando el político era director del diario. Según la demanda judicial del caso de 2016, la mujer fue abusada sexualmente en la casa de Salgado Macedonio y chantajeada después con fotos íntimas que supuestamente tomó el candidato, según la denunciante.
El 5 de enero de 2021 se presentó una tercera denuncia en contra de Salgado Macedonio ante la Comisión Nacional de Honestidad y Justicia (CNHJ) de Morena, por Basilia, una tercera mujer que asegura también haber sido víctima de abuso sexual. Por otro lado también se ha conocido que en 2007, cuando Salgado Macedonio era alcalde Acapulco, fue denunciado por Angelina Mercado Carbajal, quien fungió como coordinadora de Servicios Públicos. La denunciante acudió el 19 de octubre de 2007 ante la Comisión Estatal de Derechos Humanos a denunciar al entonces edil por abuso de autoridad, acoso sexual, intimidación y falsa acusación.
El exfiscal de Guerrero Xavier Olea Peláez ha señalado que el caso de la denuncia de violación de 2016 nunca llegó ante juez porque el actual gobernador, Héctor Astudillo (PRI), le pidió en 2018 que no solicitara una orden de aprehensión contra Salgado Macedonio. Si bien las denuncias existían en la Fiscalía General de la República, ésta se declaró incompetente para realizar la investigación debido a que los presuntos ilícitos no habrían sido cometidos cuando Salgado Macedonio ostentaba algún cargo federal. En enero de 2021, la Fiscalía de Guerrero abrió una investigación contra Olea para determinar si fue omiso en sus funciones.
El presidente López Obrador dijo en enero de 2021 que las acusaciones se trataban de un "asunto partidista" propio del periodo electoral. A finales de febrero señaló que el caso deben resolverse "los hombres y mujeres de Guerrero y la ley", aunque insistió en que se trataba de una campaña mediática orquestada por la oposición y los medios de comunicación a los que acusa de utilizar el movimiento feminista para afectarle políticamente.
El 13 de enero de 2021 más de 100 diputadas de Morena exigieron que Salgado Macedonio se retirara de la candidatura en una carta conjunta impulsada por la legisladora Wendy Briceño y otras diputadas. La carta fue respaldada en la plataforma Change por más de 3.000 firmas.
La Comisión de Honestidad y Justicia de Morena abrió un procedimiento de oficio contra Salgado Macedonio. “La acusación contra Félix Salgado es gravísima y de ser cierta merece hasta prisión. El tema es que sale a relucir en este contexto electoral y eso levanta suspicacias... Queremos que se respete el debido proceso. Que no haya linchamientos, pero que tampoco haya impunidad”, señaló la secretaria de las Mujeres de Morena, Carol Arriaga. 
El 1 de marzo de 2021 se conoció que el dictamen de la Comisión Nacional de Honestidad y Justicia (CNHJ) de Morena fue desechado por 3 votos contra dos por lo que Félix Salgado siguió en la contienda.
El 2 de marzo de 2021 Basilia Castañeda, una de las denunciantes solicitó protección a mecanismos nacionales e internacionales para ella y su familia ante una situación de violencia y difamación. Ese mismo día se informó que se había agotado el tiempo para retirar legalmente la candidatura de Félix Salgado que vencía el 1 de marzo y que sólo se podría realizar un cambio si era el propio candidato quien renunciara.
También el 2 de marzo, Morena anunció que realizará una nueva encuesta para determinar quién será el candidato o candidata a la gobernatura de Guerrero. Félix Salgado ha dicho que participará de nuevo en la encuesta y que será "respetuoso con los resultados".
El 5 de marzo empezó formalmente la campaña electoral. Morena anunció la realización de una nueva consulta para determinar finalmente el candidato y que Salgado no se incorporará a la campaña de inmediato esperando a conocer los resultados de la encuesta interna.
En las conmemoraciones del 8 de marzo, marchas de mujeres se manifestaron para rechazar su candidatura y para pedir justicia para los casos de violencia contra las mujeres, pendiente. La abogada  Estefanía Veloz anunció su renuncia a Morena en solidaridad con las víctimas de violación. Félix Salgado manifestó en las redes sociales su "respeto y admiración" a las mujeres con motivo de la conmemoración del 8 de marzo.
El 11 de marzo varios medios de comunicación mexicanos informaron que Salgado había ganado de nuevo la encuesta de Morena para definir el candidato de Guerrero. El 13 de marzo el partido confirmó a Salgado Macedonio como candidato.

### Amenazas al Instituto Nacional Electoral
El 25 de marzo de 2021 el Instituto Nacional Electoral (INE) dio a conocer que había retirado a Félix Salgado Macedonio y a Raúl Morón Orozco las candidaturas de Guerrero y Michoacán, respectivamente, por no haber entregado sus informes correspondientes de ingresos y gastos de precampaña. Ante esto, el candidato Félix Salgado Macedonio expresó en su último mitin en Zihuatanejo que «ni él ni el pueblo de Guerrero se quedarían con los brazos cruzados» y llevaría el caso ante el Tribunal Electoral del Poder Judicial de la Federación (TEPJF). Señaló que si no le era devuelta la candidatura «no habrá elecciones en Guerrero» y ha advertido que él mismo se encargaría de la desaparición del Instituto Nacional Electoral (INE) exclamando que este órgano «tenía superpoderes» criticando su «falta de imparcialidad». El 9 de abril de 2021 el Tribunal Electoral del Poder Judicial de la Federación (TEPJF) le devolvió el caso al Instituto Nacional Electoral (INE) dándole un plazo de 48 horas para que decidieran la sanción sobre el caso de Félix Salgado Macedonio y el partido Movimiento Regeneración Nacional.
El 12 de abril de 2021 armó una caravana junto a sus simpatizantes llegando desde el estado de Guerrero hasta la Ciudad de México donde se encontró con Mario Delgado Carrillo, presidente del Movimiento Regeneración Nacional, y armo un mitin donde amedrentó a consejeros del Instituto Nacional Electoral (INE), centrando la atención en el consejero Ciro Murayama Rendón y el consejero presidente Lorenzo Córdova Vianello, donde dijo «¿No le gustaría al pueblo de México saber dónde vive Lorenzo Córdova?. ¿Les gustaría saber cómo está su casita "de lámina negra", que cuando llueve gotea y moja su cuerpo?» y sus simpatizantes llevaron un féretro donde estaba escrito «Lorenzo, cuenta tus días rata demonio».
Ante la anulación de su candidatura, Morena aprobó a Evelyn Salgado, su hija, como candidata a la gubernatura del estado de Guerrero. En un mitin realizado en Acapulco, Félix Salgado se presentó con Mario Delgado, presidente del partido, para hacer oficial el traspaso de poderes. El excandidato después de la campaña fallida puede volver a su puesto como senador. Al respecto, su comentario fue: “Me los voy a [...] y bonito. Ahí nos vamos a ver las caras”.

## Otras actividades
- En 2001, protagonizó el film autobiográfico Guerrero bajo la dirección de Benjamín Escamilla enfocado a la historia político-social reciente del estado de Guerrero.